# Estación Sportlaan
Sportlaan es una parada de tranvía dentro de la ciudad de Amstelveen, Países Bajos. La parada da servicio a la línea de Tranvía 25. La línea 25, denominada Amsteltram antes de recibir su número de línea, se inauguró oficialmente el 13 de diciembre de 2020, extraoficialmente 4 días antes, el 9 de diciembre.

## Ubicación
La parada está ubicada en una trinchera abierta debajo del nivel de la calle y se asemeja a una estación que tiene una plataforma central con escaleras y un ascensor con paredes de vidrio que conduce al nivel de la calle. Los puentes sobre la parada transportan el tráfico de automóviles sobre la línea de tranvía a través de una rotonda. Esta parada es similar en diseño a las de las paradas de tranvía Kronenburg y Zonnestein. El 7 de agosto de 2019, se abrió al tráfico rodado la rotonda sobre la parada de Sportlaan.
Sportlaan fue anteriormente una parada de la línea 51 del metro, un servicio híbrido de metro/sneltram (tren ligero) que se inauguró en 1990. Al igual que un metro, el sneltram usaba plataformas de alto nivel. El servicio de la línea 51 del metro al sur de la Estación Amsterdam Zuid se cerró en 2019 para reconstruir estaciones con plataformas más bajas para acomodar los nuevos tranvías de piso bajo para la línea 25. A diferencia de la parada actual de la línea 25, la antigua parada de la línea 51 del metro estaba ubicada al nivel de la calle y las vías se usaban para cruzar la calle Sportlaan a nivel.

## Galería

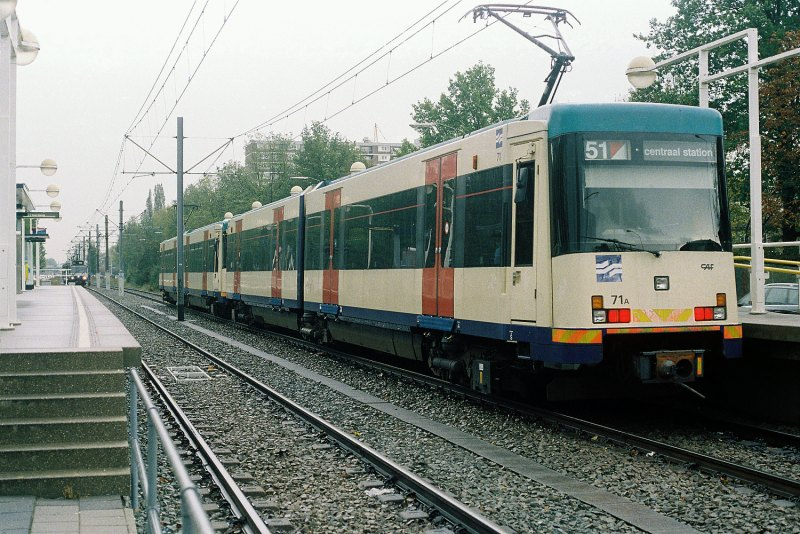
Línea de metro 51  sneltram  en la parada Sportlaan ahora reemplazada en 2013
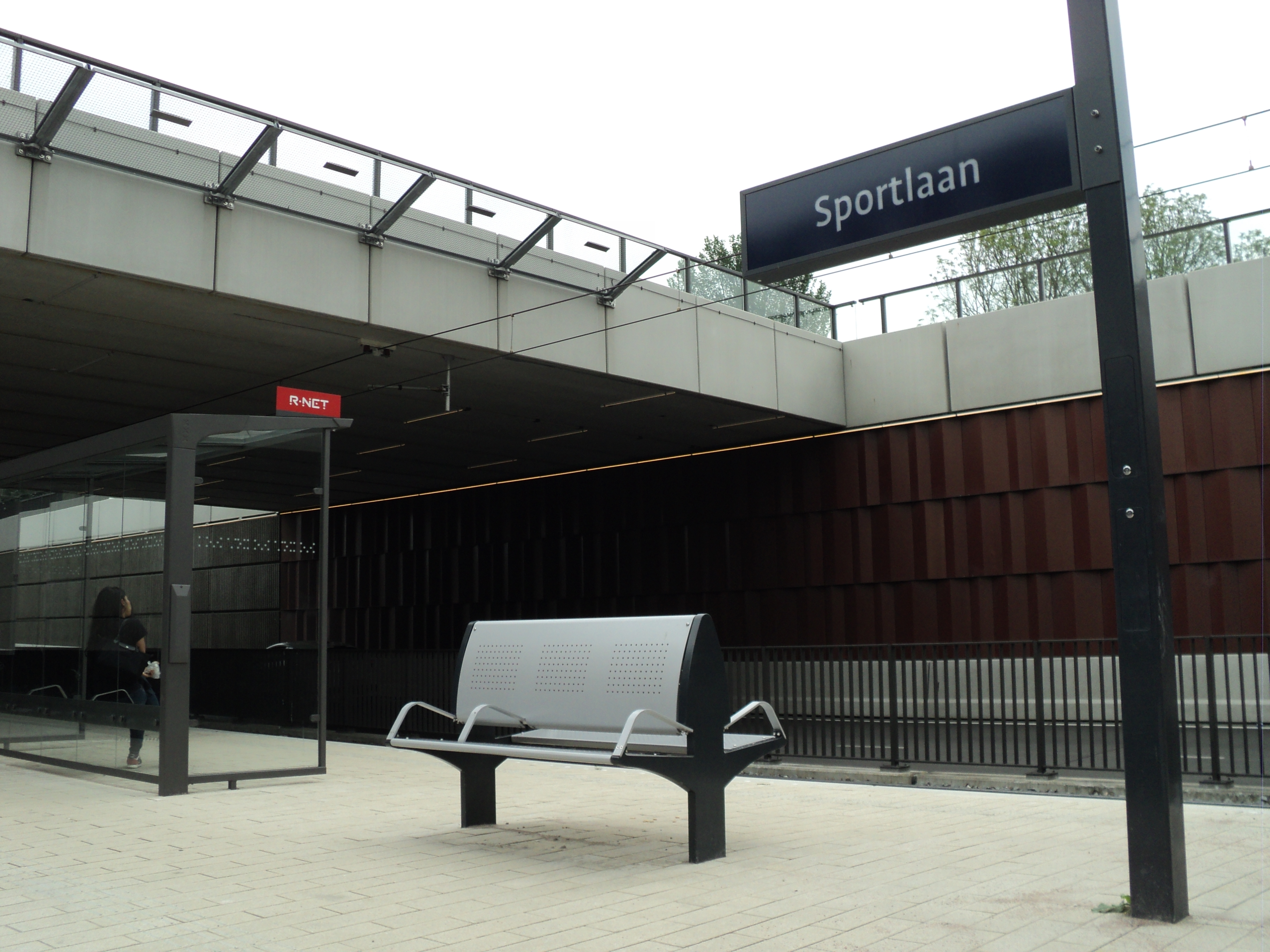
cartel de la parada.
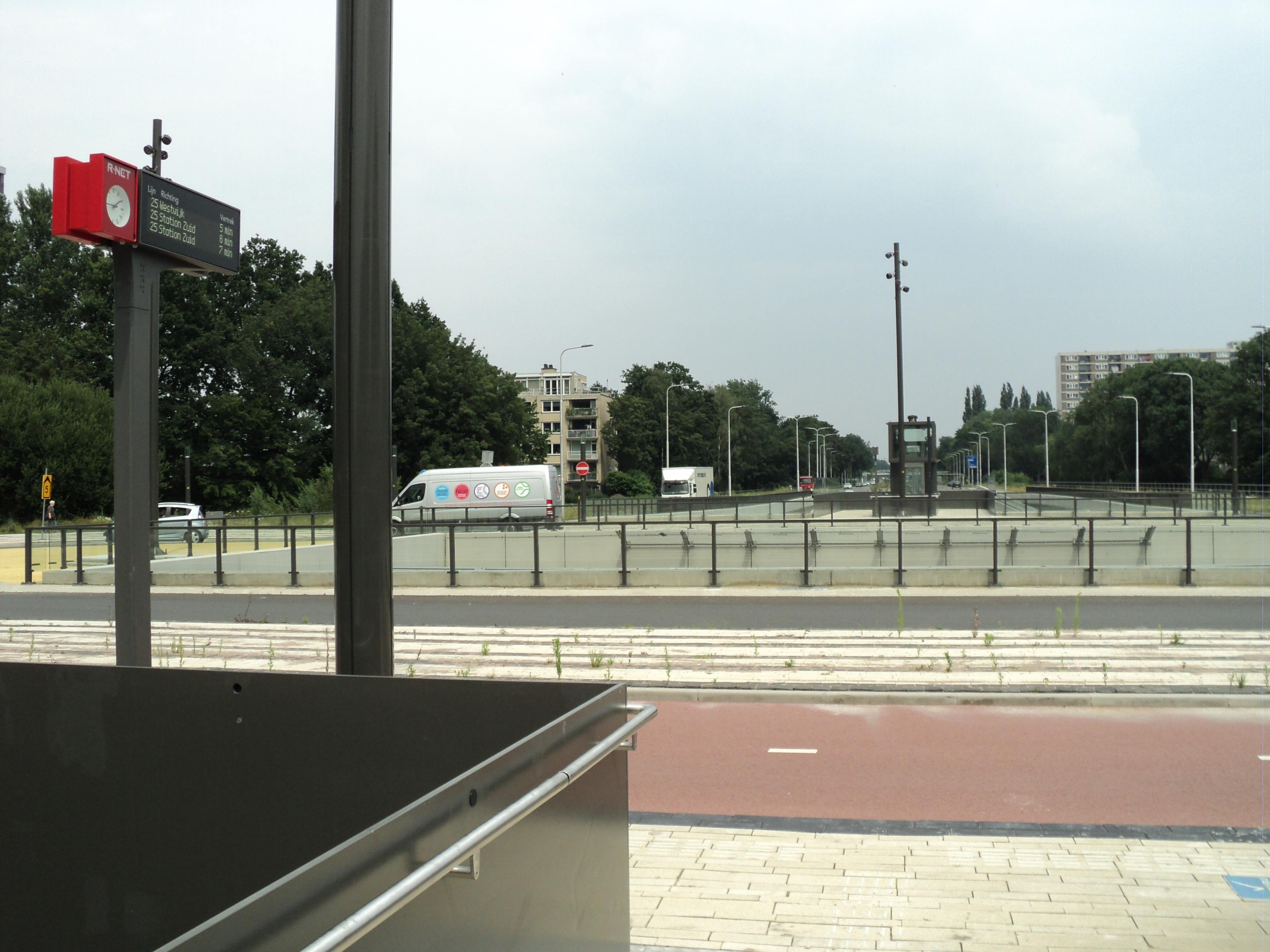
la parada en 2021.